# OGLE-TR-113
OGLE-TR-113 ist ein 4900 Lichtjahre von der Erde entfernter Hauptreihenstern der Spektralklasse K mit einer Rektaszension von 10h 52m 24s und einer Deklination von −61° 26' 48". Er besitzt eine scheinbare Helligkeit von 14,42 mag. Im Jahre 2004 entdeckte Francois Bouchy einen extrasolaren Planeten, der diesen Stern umkreist. Dieser trägt den Namen OGLE-TR-113 b.